# Speed Racer, le jeu vidéo
Pour les articles homonymes, voir Speed Racer.
Speed Racer, le jeu vidéo (Speed Racer: The Videogame) est un jeu vidéo de course développé par Sidhe Interactive et édité par Warner Bros. Games, sorti en 2008 sur Wii, PlayStation 2, Nintendo DS et téléphone mobile.
Il s'agit d'une adaptation du film du même nom.

## Accueil
- Jeuxvideo.com : 12/20 (Wii/PS2)[1] - 12/20 (DS)[2]